# I Was Made for Lovin' You
«I Was Made for Lovin’ You» (англ. Я створений, щоб любити тебе) — пісня американської хард-рок-групи Kiss з їхнього альбому 1979 року «Dynasty». Була випущена пізніше на A-стороні їх першого сингла з цього альбому. Це була друга для групи золота платівка, продана тиражем понад 1 мільйон копій. Цей сингл став золотим 16 серпня 1979 року. На зворотній стороні записано пісню «Hard Times», написана Ейсом Фрейлі. Сингл досяг 11-го місця в американському чарті Billboard. Також пісня досягла 6-го місця в австралійському топ-10 в 1979 році і була оцінена вищими позиціями у багатьох європейських чартах. У 1998 році версія хіта виконана гуртом Scooter (альбом No Time To Chill)